# Lola Records
Lola Records war ein unabhängiges Musiklabel mit Sitz in Hollywood, Kalifornien.
Der Songwriter und Musikverleger John Marascalco startete 1962 mit dem neuen Label, nachdem er mit JC Records, Sabrina Records und T-Bird Records bereits einige Versuche unternommen hatte, als eigenständiger Musikproduzent im kalifornischen Musikgeschäft Fuß zu fassen. Mit den Electras produzierte er die Nachfolgeband der Doo-Wop-Gruppe The Valiants, die 1957 seine Rock-’n’-Roll-Komposition Good Golly, Miss Molly erstveröffentlicht hatten und die er maßgeblich betreute. Lee Diamonds Aufnahme von Good Old Summertime hatte er kurz zuvor als einzige Platte des Labels Bourbon Street Records herausgebracht und auf Lola neu aufgelegt. Bei Lola 102 könnte es sich um Harry Nilssons erste Platte unter eigenen Namen handeln, da er die Aufnahmen seiner frühen Karriere unter Pseudonym herauszugeben pflegte. Dazu kommen einige Instrumental-Nummern aus dem Surf und Chicano-Rock. Die Zugehörigkeit einer Spoken-Word-Performance von L. C. Campbell über Richard J. Daley aus dem Jahr 1968 zu Marascalcos Lola Records ist ungewiss.
Das Design der Labelaufkleber und die Logik der Nummerierung wechselte mehrmals. Lola #002 aus dem Jahr 1965 war die erste Platte, für die ein Vertriebsvertrag mit Atco Records griff.

## Diskografie
| Jahr | Label # | Interpret              | Titel                                                | Label Scans | Anmerkungen                                                                                       |
| ---- | ------- | ---------------------- | ---------------------------------------------------- | ----------- | ------------------------------------------------------------------------------------------------- |
| 1962 | 100     | The Electras           | A. You Know B: Can’t You See It in My Eyes           |             |                                                                                                   |
| 1962 | 100     | Lee Diamond            | A: Good Old Summertime B: Nothing but a Playboy      |             | Wiederveröffentlichung von Bourbon Street 100                                                     |
| 1964 | 100     | The Electras           | A. Boo Babe B: Can’t You See It in My Eyes           |             | Neuauflage von Lola 100 mit neuer A-Seite                                                         |
| 1964 | 101     | Rick & The Ric-A-Shays | A: Running Bear B: The Drag                          |             | unbestätigt, nur als Quelle von Reprise Records dokumentiert                                      |
| 1964 | 102     | Harry Nilsson          | A: Baa Baa Blacksheep B: Baa Baa Blacksheep (Part 2) |             | auch auf Crusader Records und Barry Records als Bo Pete                                           |
| 1964 | 103     | The Young Lions        | A: Back in the Alley B: Something Like Mr. C         |             |                                                                                                   |
| 1964 | 104     | Frankie Olvera         | A: Huggie’s Bunnies B: Something Like Mr. C          |             | B-Seite identisch mit Lola 103, Supervisor Godfrey Kerr, auch als Fehldruck „Lolla 104“ im Umlauf |
| 1964 | 105     | The Soul-Men           | A: Road House B: Sister Sue                          |             |                                                                                                   |
| 1965 | #001    | The Electras           | A: Huff and Puff B: Mary Mary                        |             |                                                                                                   |
| 1965 | #002    | The Ric-A-Shays        | A: Turn On B: Groovy                                 |             | nicht identisch mit Band auf Lola 101, auch als The Travelers bekannt                             |
| 1965 | #003    | Rick & Jerry           | A: I’ll Be Happy B: Cry Baby                         |             |                                                                                                   |
| 1965 | #003    | The Girl Watchers      | A: Got My Mojo Working B: Lonely Avenue              |             |                                                                                                   |
| 1968 | 2207    | L. C. Campbell         | A: Hey! Mayor Daley, Man! B: If                      |             | Spoken Word                                                                                       |